# 天津恒隆広場
天津恒隆広場（てんしんこうりゅうひろば、リバーサイド66、中国語: 天津恒隆广场、英語: Riverside 66）は、中華人民共和国天津市和平区に位置する複合商業施設である。

## 概要
2005年2月、天津市規劃和国土資源局簽署と「天津市国有土地利用権譲渡契約」を締結した。 コーン・ペダーセン・フォックスによる建築とP&Tグループによるプロジェクトで設計され、恒隆地産が2008年5月に着工し、2014年9月26日にグランドオープンした。地上7階、地下1階である。
この建物のデザインは、アメリカ建築家協会のニューヨーク支部が発行した「2010 AIAニューヨーク支部デザイン年次賞 建設中部門の功労賞」等をこの複合商業施設にて多くの国際的な賞を受賞した。